# Más allá (libro)
Más allá es el decimoquinto y último libro de Horacio Quiroga, publicado en 1935 por la cooperativa "Sociedad de Amigos del Libro Rioplatense".  Alberto Zum Felde escribió el prólogo.
En 1936 obtuvo un Premio del Ministerio de Instrucción Pública del Uruguay, el único que le fue otorgado a Quiroga por uno de sus libros.
La obra es una recopilación de once cuentos que ya habían sido publicados, en donde se narran experiencias síquicas extremas, situaciones anormales, delirio, locura y muerte. Tanto El vampiro, como El puritano se basan en una función cinematográfica para desarrollar una historia de horror. El efecto hipnótico del cine lleva al traspaso de una frontera estética, donde el elemento  fantástico consiste en que la imagen virtual se transforma en una figura real, o a la inversa.

## Los cuentos
- Más allá (6-09-1925) narra el amor de una pareja que es prohibido por la familia de la mujer. Frustrados, los amantes se suicidan: "Abandonábamos la vida, porque ella nos había abandonado ya, al impedirnos ser el uno del otro."[5] Sin embargo, logran por un corto lapso una difusa y etérea existencia, hasta que deben reunirse con sus cuerpos en la tumba.
- El vampiro (11-09-1927) se centra en la creación de una figura fantasmal a partir del empleo de una nueva técnica, los rayos N1. Lo que comienza siendo una figura en la pantalla cinematográfica, una luz galvánica, deviene un cuerpo subjetivo y mortífero.[6]
- Las moscas (1933) retoma la trama de El muerto, para presentarla, parcialmente, desde el punto de vista de un insecto. El hombre herido en la selva escucha el zumbido de las moscas como una premonición de su muerte.
- El conductor del rápido (21-11-1926) trata de casos de alienación ocurridos entre conductores de locomotoras. El testimonio del protagonista transmite una visión crítica de las condiciones laborales a las que son sometidos los trabajadores de estas empresas de transporte. Largas horas de trabajo y la necesidad de cumplir horarios excediendo los límites de velocidad estipulados, les ocasionan a una tensión permanente y trastornos mentales, con el consiguiente peligro para los pasajeros.[7]
- El llamado (17-08-1930) narra la historia de una viuda obsesionada por la salud de su hija. Cada tanto escucha una voz, que le comunica que sus esfuerzos serán vanos, lo cual se concretiza, ya que la hija muere.
- El hijo (15-01-1928) narra la historia de un padre que sufre alucinaciones visuales y sale, en el calor reverberante de Misiones, a buscar a su hijo, que se había ido de caza.
- La señorita Leona (29-07-1923) es una cachorra de león que crece en la ciudad. Es educada por los hombres hasta convertirse en una cantante. Más tarde, en medio de un concierto, comienza a rugir. Sus admiradores comienzan a temerle y debe volver a la selva.
- El puritano (11-07-1926) trata, como El vampiro, de fantasmas cinematográficos.
- Su ausencia (23-11-1921) describe el destino sentimental del ingeniero Berger, que está a punto de casarse con una mujer que no ama y a quien considera un monstruo. El protagonista experimenta una translación tanto espacial como temporal y se entera, luego de seis años de amnesia, de ser un escritor reconocido y a punto de casarse con otra mujer, mucho más joven (como es usual en Quiroga), que lo ama profundamente.
- La bella y la bestia (30-09-1928) describe la dificultosa conquista de una apasionada de los literatos por parte de un hombre iletrado.
- El ocaso (30-09-1928) "proyecta la preocupación de un hombre mayor por satisfacer sexualmente a una mujer mucho más joven."[8]

## Crítica
Emir Rodríguez Monegal considera El hijo como uno de los mejores cuentos de Quiroga, pero sostiene que Más allá "Es un libro frustrado, aunque revela, en forma por demás desgarradora, los fantasmas del escritor." 